# Радомишль Великий
Радо́мишль Великий (пол. Radomyśl Wielki) — місто в південно-східній Польщі.
Належить до Мелецького повіту Підкарпатського воєводства.

## Демографія
Демографічна структура станом на 31 березня 2011 року:
|          | Загалом | Допрацездатний вік | Працездатний вік | Постпрацездатний вік |
| -------- | ------- | ------------------ | ---------------- | -------------------- |
| Чоловіки | 1468    | 344                | 1027             | 97                   |
| Жінки    | 1569    | 370                | 971              | 228                  |
| Разом    | 3037    | 714                | 1998             | 325                  |